# Жиляков, Богдан Сергеевич
Богда́н Серге́евич Жиляко́в (род. 6 апреля 2000, Челябинск) — российский хоккеист, защитник.

## Карьера

### В клубе
Воспитанник челябинского «Трактора», был капитаном команды 2000 года рождения. С 2016 по 2019 год выступал в МХЛ за молодёжный клуб «Динамо» Санкт-Петербург. За три сезона провёл 152 матча, забросив 10 шайб.
Перед началом сезона 2019/20 вернулся в «Трактор». В КХЛ дебютировал 2 сентября 2019 года в матче против «Витязя».
С сезона 2022/23 — в команде ВХЛ «Динамо» СПб.

### В сборной
Бронзовый призёр юношеских Олимпийских игр 2016 года, лучший игрок турнира по показателю «плюс-минус». Бронзовый призёр юниорского чемпионата мира 2017.